# Хенри Уотърхаус
Хенри Уотърхаус (на английски: Henry Waterhouse) e английски военноморски офицер, мореплавател, пътешественик-изследовател.

## Биография
Роден е на 13 декември 1770 година в историческия квартал в центъра на Лондон – Уестминстър, най-големият син от дванадесетте деца в семейството на Уилям Уотърхаус и Сузана Брюър. Неговата по-голяма сестра Елизабет е съпруга на изследователя на Австралия Джордж Бас.
През 1786 постъпва във Кралския военноморски флот и служи на различни кораби. През 1786 става капитан на кораба „Sirius“, с който отплава за Австралия и през 1788 участва в първото заселване на Нов Южен Уелс и селището на остров Норфолк. През 1791 се завръща в Англия като лейтенант и участва в няколко морски сражения.
През юли 1794 Уотърхаус поема командването на кораба „Reliance“ и отново отплава за Австралия. През септември 1795 пристига в Сидни. От 1796 извършва няколко плавания до и от различни части на света за снабдяване на колонистите с различни породи овце. По време на едно от тези си плавания, през 1800 г., на югоизток от Нова Зеландия, на 49°42′ ю. ш. 178°46′ и. д. / 49.7° ю. ш. 178.766667° и. д., открива Антиподовите о-ви. Същата година се завръща окончателно в Англия и прекарва остатъка от живота си в Рочестър, Кент.
Той никога не се оженва, но има незаконна дъщеря родена в Сидни през 1791. Умира на 27 юли 1812 година на 41-годишна възраст. Погребан е в гробището в Уестминстър.

## Памет
Неговото име носи остров Уотърхаус (40°48′ ю. ш. 147°37′ и. д. / 40.8° ю. ш. 147.616667° и. д.), разположен на североизток от остров Тасмания.